# Загадка дьявола
Загадка дьявола (яп. 悪魔のリドル Акума но Ридору, международное название — Akuma no Riddle) — манга, написанная Юн Когой и проиллюстрированная Сунао Минакатой. В Японии манга стала публиковаться издательством Kadokawa Shoten в журнале Newtype. К декабрю 2016 года уже насчитывается пять томов. Перевод на английский язык был осуществлён компанией Seven Seas Entertainment. Издание манги на русском языке организовано компанией XL Media. В период с апреля по июнь 2014 года транслировалась аниме-адаптация манги, созданная студией Diomedéa. Режиссёром выступил Кэйдзо Кусакава.

## Сюжет
Токаку Адзума обучалась мастерству убивать с малых лет. Ей поручают задание: перевестись в десятый «Чёрный» класс (яп. 10年黒組 Дзю:нэн курогуми) образовательного комплекса Мёдзё, вычислить цель и первой её ликвидировать. Целью оказывается ученица-одноклассница Итиносэ Хару с весьма занятным прошлым. Все остальные ученицы класса — такие же киллеры, которые прибудут в академию с тем же заданием, но с разной мотивацией к его выполнению. Однако спустя некоторое время Токаку решает встать по ту сторону баррикад и заступиться за Хару.

### Правила «Чёрного» класса
Необходимо устранить цель, соблюдая определённые правила:
- Тот, кто первым убьёт цель, получит возможность на исполнение любого своего желания.
- Нельзя вмешивать никого, кроме учениц класса.
- Те, кто не справится с заданием за заданный срок времени (48 часов) или нарушит второе правило, будут тотчас же отчислены.

Примечание: Необходимо предоставить заявку на убийство самой жертве, после чего начинается обратный отсчёт.

## Персонажи

### Основные
Токаку Адзума (яп. 東 兎角 Адзума Токаку) — главная героиня, в десятом «Чёрном» классе первая по списку.
Хладнокровная и скрытная девушка. Воспитана в печально известном клане Адзума, члены которой являются профессиональными убийцами. Несмотря на то, что она стойкая и держит эмоции при себе, она довольно легко попадает под влияние других людей. Она искусно владеет ножами и огнестрельным оружием, обладает быстрой реакцией, наблюдательна и вынослива. Встала на сторону Итиносэ Хару и защищает её.
Сэйю: Аяка Сува
Хару Итиносэ (яп. 一ノ瀬 晴 Итиносэ Хару) — главная героиня, в десятом «Чёрном» классе тринадцатая по списку.
Яркая и весёлая девушка, которая хочет со всеми иметь дружеские отношения. Добродушна и наивна. С детства на её жизнь не раз покушались. Имеет шрамы на всём теле, она стесняется их и не любит рассказывать об их происхождении. Является целью, которую нужно в классе ликвидировать.
Сэйю: Хисако Канэмото
Отоя Такэти (яп. 武智 乙哉 Такэти Отоя) — одноклассница Токаку и Хару, в десятом «Чёрном» классе восьмая по списку.
За пределами академии Мёдзё известна как «Джек-потрошитель XXI века» за её серийные убийства. Особо разыскиваемый киллер с садистскими наклонностями. В деле охотно применяет острые предметы, особое предпочтение отдаёт ножницам. Скрывает свою истинную личность под маской весёлой и открытой девушки.
Сэйю: Манами Нумакура
Коко Каминага (яп. 神長 香子 Каминага Ко:ко) — одноклассница Токаку и Хару, в десятом «Чёрном» классе третья по списку. Староста класса.
Тихая, скрытная и начитанная девушка. С малых лет воспитывалась в сиротском приюте «Клевер», который, по факту, является частью международной преступной организации, с другими детьми, как убийца. В теории Коко отлично себя проявляет, но на практике она зачастую терпит поражение. Сомневается в своей принадлежности к криминальному миру. Её оружие — самодельные взрывные устройства.
Сэйю: Харука Ёсимура
Харуки Сагаэ (яп. 寒河江 春紀 Сагаэ Харуки) — одноклассница Токаку и Хару, в десятом «Чёрном» классе шестая по списку.
Беззаботная, спокойная и отзывчивая девушка. Хоть она и имеет озорной характер, но не пренебрегает своим внешним видом. Любит есть сладкие палочки «Pocky». Стала киллером ради финансового обеспечения своей приёмной семьи, в которой у неё много братьев и сестёр разных возрастов.
Сэйю: Фумико Утимура
Сиэна Кэммоти (яп. 剣持 しえな Кэммоти Сиэна) — одноклассница Токаку и Хару, в десятом «Чёрном» классе пятая по списку.

Главные персонажи (слева направо). Задний ряд: Судзу Сюто, Исукэ Инукаи, Сумирэко Ханабуса, Титару Наматамэ. Средний ряд: Коко Каминага, Харуки Сагаэ, Махиру Бамба, Хицуги Киригая. Передний ряд: Нио Хасири, Токаку Адзума, Хару Итиносэ, Сиэна Кэммоти, Отоя Такэти.

Весёлая и довольно легкомысленная девушка. Носит красные очки. У неё хорошо развита аналитическая способность, так как она смогла распознать стили борьбы Титару Наматамэ и Хицуги Киригаи, внимательно наблюдая за ними. Состоит в организации «Провожающие домой» (яп. 集団下校 Сю:дан гэко:), члены которой были объектами насмешек и издевательств со стороны недоброжелателей. Мотив для убийства Хару неизвестен.
Сэйю: Юки Ямада
Хицуги Киригая (яп. 桐ヶ谷 柩 Киригая Хицуги) — одноклассница Токаку и Хару, в десятом «Чёрном» классе четвёртая по списку.
Самая младшая среди всех учениц в классе. Хладнокровная серийная убийца-отравительница. Использует яд дурмана, поэтому она известна как «Дурман» (яп. エンゼルトランペット Эндзэру торампэтто). Носит с собой розового плюшевого медведя, в котором спрятан заряд с ядом. Плохо ориентируется на местности, даже не могла сама добраться до академии Мёдзё. Она убивает не ради денег или наслаждений, а лишь ради личных интересов.
Примечание: прозвище Хицуги переводится также как «Ангельская труба».
Сэйю: Мами Утида
Титару Наматамэ (яп. 生田目 千足 Наматамэ Титару) — одноклассница Токаку и Хару, в десятом «Чёрном» классе девятая по списку.
Среди всех учениц в классе она является самой старшей. Девушка с хорошими манерами. Именно она помогла Хицуги добраться до комплекса Мёдзё, и с тех пор Титару не расстаётся с ней, так как боится, что та может попасть в подобную ситуацию. Она не заинтересована в убийстве Хару. Её главная цель — отомстить убийце с прозвищем «Дурман».
Примечание: дочь наставника Наматамэ была начинающим адвокатом и погибла от рук «Дурмана». Причиной послужило дело против крупной корпорации, где она представляла истца.
Сэйю: Сатика Мисава
Судзу Сюто (яп. 首藤 涼 Сюто: Судзу) — одноклассница Токаку и Хару, в десятом «Чёрном» классе седьмая по списку.
Хитроумная в некоторой степени девушка. Предпочитает физически активный образ жизни, поддерживает форму. Больше всего она желает вылечить себя от болезни, так называемого «Синдрома горца» (яп. ハイランダー症候群 Хаиранда: сё:ко:гун). Из-за него она остаётся вечно молодой. Сама Судзу утверждает, что уже не помнит своего настоящего возраста.
Примечание: Синдром горца — это плохо изученная генетическая патология, так как сама болезнь крайне редка. Болезнь неизлечима, так как ещё неизвестно о её происхождении.
Сэйю: Тика Андзай
Исукэ Инукаи (яп. 犬飼 伊介 Инукаи Исукэ) — одноклассница Токаку и Хару, в десятом «Чёрном» классе вторая по списку.
Эгоистичная и надменная девушка. Она прямо и резко выражает своё мнение, любит командовать людьми. Одевается весьма откровенно. В детстве родители подвергали насилию как младшего брата Исукэ (впоследствии он умер, его спасти не удалось), так и её саму. Позже профессиональный киллер-гомосексуалист Эйсукэ Инукаи убил их и удочерил Исукэ. Он называет её своей дочерью-преемницей и напарницей. Она отлично владеет техникой боя на ножах.
Примечание: у Эйсукэ Инукаи есть парень, который не подозревает о его подлинной деятельности.
Сэйю: Адзуми Асакура
Махиру Бамба (яп. 番場 真昼 Бамба Махиру) /
Синъя Бамба (яп. 番場 真夜 Бамба Синъя) — одноклассница Токаку и Хару, в десятом «Чёрном» классе двенадцатая по списку.
Махиру Бамба — застенчивая, робкая девушка, которая имеет проблемы с общением с окружающими её людьми. Она беззащитна, что и делает её уязвимой для противников. Страдает раздвоением личности. Оно появилось ещё в детстве, когда с целью защиты она убила насильника, который фотографировал её в тёмной комнате со вспышкой и, вероятно, сексуально домогался её. Таким образом, Бамба чувствительна к свету, а с наступлением ночи или же темноты появляется её второе «я», Синъя Бамба. Она же является полной противоположностью Махиру: агрессивна, неустойчива и имеет враждебное отношение ко всем. В отличие от Махиру, Синъя обладает огромной силой, позволяющая удержать такие тяжёлые орудия, как кузнечный молот (кувалда). Однако всё же ей время от времени нужен отдых от чрезмерной физической нагрузки.
Сэйю: Юка Ооцубо
Сумирэко Ханабуса (яп. 英 純恋子 Ханабуса Сумирэко) — одноклассница Токаку и Хару, в десятом «Чёрном» классе одиннадцатая по списку.
Элегантная девушка с аристократическими манерами поведения. Дочь исполнительного директора конгломерата «Ханабуса». Она следит за стилем, имеет утончённый вкус, обладает выраженным обаянием и загадочной улыбкой. У Сумирэко стройное, хрупкое телосложение. Примечательно то, что Ханабуса и Итиносэ в некотором смысле схожи. На её жизнь покушались в раннем детстве, и в несчастном случае она потеряла четыре конечности (все руки и ноги). И тогда было принято решение изготовить ей специальные роботизированные протезы, оснащённые различными устройствами и оружием. С тех пор Сумирэко наполовину человек, наполовину машина.
Сэйю: Михо Аракава
Нио Хасири (яп. 走り 鳰 Хасири Нио) — одноклассница Токаку и Хару, в десятом «Чёрном» классе десятая по списку.
Энергичная девушка с всегда приподнятым настроением. Имеет привычку вмешиваться и интересоваться чужими делами. Хоть она является ученицей десятого «Чёрного» класса, она также смотритель этого класса: фиксирует желания убийц на планшете и наблюдает за процессом. Связана с председательницей академии Мэити Юри. При встрече с ней Нио высказала ей своё восхищение и поклялась отдать свою жизнь, чтобы служить ей. Мэити согласилась на сотрудничество и взяла Нио под опеку, а последняя изменила свою фамилию с «Кудзуноха» (яп. 葛葉) на «Хасири». Нио имеет две татуировки в виде птиц на всё тело, и поэтому она всегда носит закрытую одежду.
Примечание: Нио принадлежала к клану Кудзуноха. Как и клан Адзума на востоке, Кудзуноха правила на западе преступным миром Японии с давних времён.
Сэйю: Ёсино Нандзё

### Второстепенные

Второстепенные персонажи (сверху вниз): Кайба, Атару Мидзороги, Мэити Юри.

Кайба (яп. カイバ) — преподаватель психологии в Частной гимназии №17 (яп. 私立17学園 Сирицу дзю:нана гакуэн), в которой обучают и подготавливают убийц. В ней Кайба работает уже несколько лет. Киллером не является, в тренировках не участвует. Он периодически присылает загадки Токаку в виде СМС-сообщений, на которые нельзя найти однозначного ответа; он хочет, чтобы Токаку находила ответы, верные для неё самой.
Сэйю: Томокадзу Сугита
Атару Мидзороги (яп. 溝呂木 辺 Мидзороги Атару) — классный руководитель десятого «Чёрного» класса. Эксцентричен, полон энтузиазма, предан своему делу. Он не знает о том, что все ученицы его класса убийцы. Как только одна из учениц не справляется с заданием за 48 часов, ему сообщают, что она покинула академию по некоторым причинам. По каким — не уточняют.
Сэйю: Такахиро Сакураи
Мэити Юри (яп. 百合 目一 Юри Мэити) — председательница академии Мёдзё, глава попечительского совета. Контролирует десятый «Чёрный» класс. Взяла под опеку Нио Хасири. Целью набора класса является проверка Итиносэ Хару на устойчивость и испытание её «сверхчеловеческой харизмы».
Сэйю: Ёсико Сакакибара

## Медиа-издания

### Манга
В Японии манга авторства Юн Коги впервые была опубликована издательством Kadokawa Shoten в июльском выпуске журнале Newtype 2013 года. В декабре 2016 года стало известно о её завершении. Всего вышло пять томов (танкобонов), первый из которых вышел 6 июля 2013 года. 25 января 2018 года стало известно о приобретении издательством «XL Media» лицензии. Изначально планировалось выпустить в продажу первый том в начале мая, однако информация о доступности заказа появилась в начале июня.

#### Список томов
| № | На японском языке    | На японском языке      | На русском языке     | На русском языке       |
| № | Дата публикации      | ISBN                   | Дата публикации      | ISBN                   |
| - | -------------------- | ---------------------- | -------------------- | ---------------------- |
| 1 | 6 июля 2013 года     | ISBN 978-4-04-120788-8 | 7 июня 2018 года     | ISBN 978-5-91996-173-4 |
| 2 | 10 марта 2014 года   | ISBN 978-4-04-121056-7 | 19 июня 2018 года    | ISBN 978-5-91996-184-0 |
| 3 | 10 декабря 2014 года | ISBN 978-4-04-102459-1 | 4 сентября 2018 года | ISBN 978-5-91996-195-6 |
| 4 | 26 января 2016 года  | ISBN 978-4-04-103446-0 | 23 марта 2019 года   | ISBN 978-5-91996-219-9 |
| 5 | 10 декабря 2016 года | ISBN 978-4-04-105048-4 | 28 апреля 2019 года  | ISBN 978-5-91996-220-5 |

### Аниме
| Зрительский рейтинг       | Зрительский рейтинг       | Зрительский рейтинг       |
| (на 21 октября 2019 года) | (на 21 октября 2019 года) | (на 21 октября 2019 года) |
| ------------------------- | ------------------------- | ------------------------- |
| Сайт                      | Оценка                    | Голосов                   |
| Anime News Network        | · ссылка                  | 898                       |
| AniDB                     | · ссылка                  | 1441                      |

Аниме-адаптация представляет собой 12-серийный сериал режиссёра Кэйдзо Кусакавы. Он создан на студии Diomedéa и транслировался различными телекомпаниями (MBS, TBS, CBC, AT-X, BS-TBS) с 3 апреля 2014 года по 19 июня 2014 года. Зарубежными лицензиатами сериала являются компании: Funimation (Северная Америка), Madman Entertainment (Австралия), Anime Limited (Великобритания).
Выход OVA-эпизода состоялся 17 декабря 2014 года.

#### Список серий
| № серии  | Название | Трансляция в Японии  |
| -------- | --- | -------------------- |
| 1        | Этот мир полон... «Sekai wa □□ ni Michiteiru» (世界は□□に満ちている)                                                                | 3 апреля 2014 года   |
| 2        | Что у тебя в груди? «Mune no Naka ni Iru no wa?» (胸の中にいるのは?)                                                                | 10 апреля 2014 года  |
| 3        | Оно красно, но не красное «Akai no ni Akakunai no wa?» (赤いのに赤くないのは?)                                                      | 17 апреля 2014 года  |
| 4        | Что приходит внезапно и остаётся навсегда? «Totsuzen Yattekite, Kaerukoto no Nai Mono wa?» (突然やってきて、帰ることのないものは？) | 24 апреля 2014 года  |
| 5        | Как выпустить птичку из клетки? «Kago no Tori o Sotonidasu ni wa?» (籠の鳥を外に出すには?)                                          | 1 мая 2014 года      |
| 6        | У каждого цветка есть... «Kirei na Hana ni wa □□ ga aru» (綺麗な花には□□がある)                                                     | 8 мая 2014 года      |
| 7        | От чего тебе не сбежать? «Eien ni Oikosenai mono wa?» (永遠に追い越せないものは?)                                                   | 15 мая 2014 года     |
| 8        | Какой из стражей лжёт? «Usotsuki no Monban wa Dochira?» (嘘つきの門番はどちら?)                                                     | 22 мая 2014 года     |
| 9        | Что у тебя в груди? (Попытка вторая) «Mune no Naka ni Aru no wa? (Tsuishi)» (胸の中にいるのは?(追試))                               | 29 мая 2014 года     |
| 10       | Кто здесь королева? «Jo-ō wa Dare?» (女王はだれ?)                                                                                   | 5 июня 2014 года     |
| 11       | Как отличить "поздравление" от "проклятия" «"Kotohogi" to "Noroi" no Miwake-kata» (『祝』と『呪』の見分け方)                        | 12 июня 2014 года    |
| 12       | И всё же, этот мир полон... «Yueni Sekai wa □□ ni Michiteiru» (ゆえに世界は□□に満ちている)                                          | 19 июня 2014 года    |
| 13 (OVA) | И кто победил? (Неожиданное испытание) «Shōsha wa Dare? (Nukiuchi Tesuto)» (勝者はだれ?（抜き打ちテスト）)                          | 17 декабря 2014 года |

#### Музыка
Оригинальный саундтрек к аниме-сериалу написал Ёсиаки Фудзисава. Музыкальный продюсер — Ёсифуми Яримидзу. Музыкальное сопровождение состоит из 47 мелодий, и их общая длительность составляет 93 минуты. Саундтрек был разбит на две части и был выпущен вместе с DVD-носителями.
| №                   | Название                                              | Длительность |
| ------------------- | ----------------------------------------------------- | ------------ |
| 1.                  | «Akuma no Jokyoku (яп. 悪魔の序曲)»                   | 1:33         |
| 2.                  | «Owarinaki Tatakai (яп. 終わりなき戦い)»              | 3:32         |
| 3.                  | «Unmei no Senritsu (яп. 運命の旋律)»                  | 2:03         |
| 4.                  | «Mamoru beki Mono (яп. 護るべき者)»                   | 1:57         |
| 5.                  | «Hitotsu dake no Michishirube (яп. ひとつだけの道導)» | 1:45         |
| 6.                  | «Yoru e no Sasoi (яп. 夜への誘い)»                    | 1:52         |
| 7.                  | «Tsuujiau Kokoro (яп. 通じ合う心)»                    | 2:11         |
| 8.                  | «Tsukanoma no Kyuusoku (яп. 束の間の休息)»            | 2:12         |
| 9.                  | «Kenban no Shirabe ~Hikari~ (яп. 鍵盤の調べ～光～)»   | 2:34         |
| 10.                 | «Kenban no Shirabe ~Kage~ (яп. 鍵盤の調べ～影～)»     | 1:53         |
| 11.                 | «Kenban no Shirabe ~Yami~ (яп. 鍵盤の調べ～闇～)»     | 2:22         |
| 12.                 | «Fuuin-sareshi Kioku (яп. 封印されし記憶)»            | 2:24         |
| 13.                 | «Yokoku Saikoro (яп. 予告賽子)»                       | 0:18         |
| 14.                 | «Half Time (яп. ハーフタイム)»                        | 0:08         |
| 15.                 | «Hinata no Nioi (яп. ひなたの匂い)»                   | 2:22         |
| 16.                 | «Kimi no Motsu Atatakasa (яп. 君の持つあたたかさ)»    | 1:55         |
| 17.                 | «Kazoku to no Omoide (яп. 家族との思い出)»            | 2:16         |
| 18.                 | «Futari dake no Jikan (яп. 二人だけの時間)»           | 2:06         |
| 19.                 | «Hitomi ni Utsuru Hiai (яп. 瞳に映る悲哀)»            | 2:29         |
| 20.                 | «Ansatsu Kyoushitsu (яп. 暗殺教室)»                   | 2:06         |
| 21.                 | «Kurogumi Rule (яп. 黒組ルール)»                      | 1:37         |
| 22.                 | «Kanshi Fukahi (яп. 監視不可避)»                      | 1:48         |
| 23.                 | «Saikou Kenryokusha (яп. 最高権力者)»                 | 1:54         |
| 24.                 | «Kinchou no Nichijou (яп. 緊張の日常)»                | 2:02         |
| Общая длительность: | Общая длительность:                                   | 47:31        |

| №                   | Название                                                      | Длительность |
| ------------------- | ------------------------------------------------------------- | ------------ |
| 1.                  | «Ando no Nichijou (яп. 安堵の日常)»                           | 1:58         |
| 2.                  | «Kaiba-sensei no Heya (яп. カイバ先生の部屋)»                 | 1:54         |
| 3.                  | «Mail Renraku (яп. メール連絡)»                               | 1:36         |
| 4.                  | «Nanimo Shiranai (яп. 何も知らない)»                          | 2:03         |
| 5.                  | «Fukamaru Nazo (яп. 深まる謎)»                                | 1:46         |
| 6.                  | «Afurera Iwakan (яп. 溢れる違和感)»                           | 2:40         |
| 7.                  | «Psychokiller (яп. サイコキラー)»                             | 1:42         |
| 8.                  | «Kousen-suru Monotachi (яп. 交戦する者達)»                    | 1:55         |
| 9.                  | «Ochakai e Youkoso (яп. お茶会へようこそ)»                    | 2:15         |
| 10.                 | «Kyou kara Classmate (яп. 今日からクラスメイト)»              | 1:47         |
| 11.                 | «Nuguenai Kako (яп. 拭えない過去)»                            | 2:10         |
| 12.                 | «Hitsuu no Spiral (яп. 悲痛のスパイラル)»                     | 2:28         |
| 13.                 | «Ano Hi e no Tsugunai (яп. あの日への償い)»                   | 1:59         |
| 14.                 | «Kusatta Umi no Nioi (яп. 腐った海の匂い)»                    | 1:41         |
| 15.                 | «Kakusareta Satsui (яп. 隠された殺意)»                        | 1:58         |
| 16.                 | «Owari no Hajimari (яп. 終わりの始まり)»                      | 1:51         |
| 17.                 | «Handan no Toki (яп. 判断のとき)»                             | 2:06         |
| 18.                 | «Yokisenu Shirase (яп. 予期せぬ報せ)»                         | 1:39         |
| 19.                 | «Taiji-suru Yaiba (яп. 対峙する刃)»                           | 1:48         |
| 20.                 | «Kiki Semaru (яп. 危機迫る)»                                  | 1:52         |
| 21.                 | «Jigen Kaishi (яп. 時限開始)»                                 | 2:22         |
| 22.                 | «Sawaru Kyouki (яп. 障る狂気)»                                | 1:53         |
| 23.                 | «Fuminijirareru Kokoro to Shintai (яп. 踏み躙られる心と身体)» | 1:56         |
| Общая длительность: | Общая длительность:                                           | 45:31        |

##### Список песен
| Название песни                                         | Исполнение                          | Музыка / Аранжировка       | Тип            | Номер серии |
| ------------------------------------------------------ | ----------------------------------- | -------------------------- | -------------- | ----------- |
| Sōshō Innocence (яп. 創傷イノセンス)                   | Маая Утида                          | R・O・N                    | Заглавная      | 1-13 (OVA)  |
| Paradox (яп. パラドクス)                               | Аяка Сува                           | Хадзимэ Мицумасу / EFFY    | Заключительная | 1           |
| Kinō, Kyō, Ashita (яп. 昨日、今日、明日)               | Хисако Канэмото                     | Ацуси Харада               | Заключительная | 2           |
| Concentration                                          | Манами Нукамура                     | Ю Накано                   | Заключительная | 3           |
| ACROSS THE FATE                                        | Харука Ёсимура                      | Сэйя Хага                  | Заключительная | 4           |
| Doutte kotonai Sympathy (яп. どうってことないsympathy) | Фумико Утимура                      | Кэнтаро Исии               | Заключительная | 5           |
| Poison Me                                              | Сатика Мисава, Мами Утида           | Рё Такахаси                | Заключительная | 6           |
| Suzukaze (яп. すずかぜ)                                | Тика Андзай                         | Хадзимэ Мицумасу / EFFY    | Заключительная | 7           |
| Mayonaka no Tōbō (яп. 真夜中の逃亡)                    | Юка Ооцубо                          | Сэйя Хага                  | Заключительная | 8           |
| Tenshi no Smile♥ (яп. 天使のスマイル♥)                 | Адзуми Асакура                      | Ито Кэн                    | Заключительная | 9           |
| Inochi no Karakuri (яп. イノチノカラクリ)              | Михо Аракава                        | Синтаро Мори / Рё Такахаси | Заключительная | 10          |
| Survival                                               | Ёсино Нандзё                        | arbeit boy                 | Заключительная | 11          |
| QUEEN                                                  | Аяка Сува, Хисако Канэмото и другие | Рё Такахаси                | Заключительная | 12          |
| THE LAST PARTY                                         | Аяка Сува, Хисако Канэмото и другие | Рё Такахаси                | Заключительная | 13 (OVA)    |